# La gitanilla
La gitanilla er en fransk stumfilm fra 1924 af André Hugon.

## Medvirkende
- Ginette Maddie
- Jaime Devesa som Andrès Caballero
- Jeanne Bérangère som Dolorès
- José Durany som Antonio
- Léon Courtois
- Georges Deneubourg